# 里斯·麦克莱纳根
里斯·麦克莱纳根（英語：Rhys McClenaghan，1999年7月21日—），爱尔兰男子竞技体操运动员，2019年世界竞技体操锦标赛男子鞍马铜牌得主、2022年世界竞技体操锦标赛男子鞍马金牌得主、2023年世界竞技体操锦标赛男子鞍马金牌得主；2024年代表愛爾蘭參加2024年夏季奥林匹克运动会体操比赛鞍馬項目獲得金牌。